# Elchan Asadow
Elchan Asadow (ros. Эльхан Асадов; ur: 13 lutego 1994) – kazachski zapaśnik walczący w stylu wolnym. Siódmy w Pucharze Świata w 2018. Mistrz świata kadetów w 2011 i Azji juniorów w 2014 roku.